# محمود أبو جودة
محمود أبو جودة لاعب كرة قدم مصري في مركز الهجوم ، ويلعب حاليًا لنادي حرس الحدود.

 في 5 يناير 2018 انتقل لنادي الأسيوطي سبورت معارًا لمدة 6 شهور.

 في 19 يوليو 2018 انتقل لنادي الإسماعيلي

 في 7 سبتمبر 2019 انتقل لنادي الحمام

 في 17 نوفمبر 2020 انتقل لنادي حرس الحدود

## إحصائيات مشاركاته
آخر تحديث في 30 يوليو 2018

### مع الأندية
| الفريق         | الموسم    | الدوري  | الدوري | الكأس   | الكأس | البطولات القارية | البطولات القارية | الإجمالي | الإجمالي |
| الفريق         | الموسم    | مشاركات | أهداف  | مشاركات | أهداف | مشاركات          | أهداف            | مشاركات  | أهداف    |
| -------------- | --------- | ------- | ------ | ------- | ----- | ---------------- | ---------------- | -------- | -------- |
| مصر للمقاصة    | 2015–2016 | 3       | 0      | 0       | 0     | —                | —                | 3        | 0        |
| مصر للمقاصة    | 2016–2017 | 0       | 0      | 1       | 0     | —                | —                | 1        | 0        |
| مصر للمقاصة    | الإجمالي  | 3       | 0      | 1       | 0     | —                | —                | 4        | 0        |
| الأسيوطي سبورت | 2017–2018 | 3       | 0      | 0       | 0     | —                | —                | 3        | 0        |
| الأسيوطي سبورت | الإجمالي  | 3       | 0      | 0       | 0     | —                | —                | 3        | 0        |